# クイニョン・ミッチェル
クイニョン・キアーロン・ミッチェル（Quinyon Keaaron Mitchell, 2001年7月18日 - ）は、アメリカ合衆国フロリダ州ウィリストン出身のプロアメリカンフットボール選手。NFLのフィラデルフィア・イーグルスに所属している。ポジションはコーナーバック。

## 経歴

### カレッジ
トレド大学では4年目の2023年シーズンに34タックル、8つのパスディフレクション、1つのインターセプトを記録した。

### フィラデルフィア・イーグルス
| 6 ft 0+1⁄8 in (183 cm)      | 195 lb (88 kg) | 31 in (79 cm) | 9+1⁄4 in (23 cm) | 4.33 s | 1.51 s | 2.53 s | 38.0 in (97 cm) | 10 ft 2 in (3.10 m) | 20 回 |
| All values from NFL Combine |                |               |                  |        |        |        |                 |                     |       |

2024年のNFLドラフトにて全体22位でフィラデルフィア・イーグルスから指名された。